# Zhoř (kraj południowomorawski)
Zhoř – gmina w Czechach, w powiecie Brno, w kraju południowomorawskim. 1 stycznia 2014 liczyła 69 mieszkańców.